# Phytomyza rhabdophora
Phytomyza rhabdophora är en tvåvingeart som beskrevs av Griffiths 1964. Phytomyza rhabdophora ingår i släktet Phytomyza och familjen minerarflugor.
Artens utbredningsområde är Tyskland. Arten är reproducerande i Sverige. Inga underarter finns listade i Catalogue of Life.